# 沙洛特 (北卡羅萊納州)
沙洛特（英語：Shallotte）是一個位於美國北卡羅萊納州不倫瑞克縣的城鎮。

## 人口
根據2020年美國人口普查的數據，沙洛特的面積為24.10平方千米，當中陸地面積為23.93平方千米，而水域面積為0.16平方千米。當地共有人口4185人，而人口密度為每平方千米174人。